# КК Гладијаторси Трир
КК Гладијаторси Трир, из спонзорских разлога Ремерстром гладијаторси Трир, немачки је кошаркашки клуб из Трира. Такмичи се у Другој лиги Немачке. Домаће утакмице игра у Трир арени чији је капацитет 5.495 седећих места. Од 1990. до 2015. клуб је био познат под именом ТББ Трир, који је банкротирао.

## Историја
Клуб је основан 1990. Од тада се такмичи у Бундеслиги Немачке, у којој је највиши домет било полуфинале плеј-офа досегнуто у сезонама 1996/97. и 1997/98. Победник националног купа био је два пута — 1998. и 2001.
У периоду од 1999. до 2002. уписао је три узастопна учешћа у Купу Радивоја Кораћа, али није остварио запаженије резултате.
На крају сезоне 2014/15. ТББ Трир је испао из Бундеслиге. Убрзо је и угашен после бројних финансијских проблема с којима се суочавао. Године 2015. образован је нови клуб Гладијаторси Трир који је наследио лиценцу ТББ-а за наступање у Другој лиги Немачке, иако он није био законски наследник ТББ-а.

## Успеси

### Национални
- Куп Немачке:
  - Победник (2): 1998, 2001.

## Учинак у претходним сезонама
| Сез.     | Првенство Немачке | Куп Немачке  | Европско такмичење |
| -------- | ----------------- | ------------ | ------------------ |
| 2008/09. | 10. место         | -            | -                  |
| 2009/10. | 15. место         | -            | -                  |
| 2010/11. | 10. место         | -            | -                  |
| 2011/12. | 14. место         | -            | -                  |
| 2012/13. | 12. место         | Четвртфинале | -                  |
| 2013/14. | 13. место         | -            | -                  |
| 2014/15. | -                 | -            | -                  |

## Познатији играчи
- Адин Врабац
- Кејлеб Грин
- Марко Луковић
- Норман Ричардсон
- Мајк Цирбес